# Nadlesí
Nadlesí (do roku 1948 německy Nallesgrün) je vesnice, část města Loket v okrese Sokolov v Karlovarském kraji. Nachází se asi 3,5 kilometru jižně od Lokte. V roce 2011 zde trvale žilo 57 obyvatel. Nadlesí se nachází v CHKO Slavkovský les.
Nadlesí je také název katastrálního území o rozloze 5,54 km².

## Historie
První písemná zmínka o vesnici pochází z roku 1432.
Další písemná zmínka je záznam z roku 1495, kdy Nikel a Petr Zeidlerové prodali ves Nadlesí spolu se sousedními Dvory městu Loket. Po druhé světové válce a odsunu německého obyvatelstva se vesnice se téměř vylidnila, k čemuž přispělo i její bezprostřední blízkost k nově vzniklému vojenskému výcvikovému prostoru Prameny a uzavřenému pásmu uranových dolů. Po ukončení těžby uranu a uvolnění prostoru se stalo Nadlesí převážně rekreační lokalitou.

### Těžba uranové rudy
Těžba uranové rudy na lokalitě Nadlesí probíhala od roku 1951 do roku 1955. Hlavní důlní díla (štola č. 8, 11, 15) se nacházela asi 500 metrů jihovýchodně od Nadlesí ve svahu Kozího vrchu (620 m). Starý důlní revír odvodňuje štola č. 13 Nadlesí, odkud je do čistírny důlních vod v Horním Slavkově přiváděno přibližně 13 litrů důlní vody za sekundu.

## Obyvatelstvo
Většina místních obyvatel pracovala v zemědělství, dobytkářství a rybníkářství. Charakter zaměstnání se v 19. století změnil, obyvatelé dojížděli za prací do továren v Údolí a Horním Slavkově.
Při sčítání lidu v roce 1921 zde žilo 383 obyvatel, všichni německé národnost. Všichni obyvatelé se hlásili k římskokatolické církvi.
| Rok            | 1869 | 1880 | 1890 | 1900 | 1910 | 1921 | 1930 | 1950 | 1961 | 1970 | 1980 | 1991 | 2001 | 2011 | 2021 |
| -------------- | ---- | ---- | ---- | ---- | ---- | ---- | ---- | ---- | ---- | ---- | ---- | ---- | ---- | ---- | ---- |
| Počet obyvatel | 412  | 374  | 437  | 502  | 439  | 383  | 425  | 136  | 120  | 83   | 59   | 43   | 57   | 57   | 68   |
| Počet domů     | 61   | 65   | 69   | 70   | 71   | 71   | 72   | 66   | -    | 23   | 18   | 17   | 30   | 32   | 34   |

## Obecní správa
Při sčítání lidu v letech 1850–1959 Nadlesí bylo samostatnou obcí, se kterým patřilo nejprve do okresu Falknov, ale v letech 1921–1930 v okrese Loket a v roce 1950 v okrese Karlovy Vary-okolí. Od roku 1960 je částí města Loket v okrese Sokolov. V letech 1950–1959 k obci patřily Dvory.

## Pamětihodnosti
- Kaple Panny Marie východně od hřbitova
- Přímo ve vsi se nachází několik památných míst a pomníků obětem světových válek.
- Východně od vesnice stojí kamenný viadukt s velkými oblouky dnes již zaniklé železniční trati Nové Sedlo u Lokte – Krásný Jez.
- U vesnice se nachází evropsky významná lokalita Nadlesí.

## Osobnosti
V Nadlesí měl chalupu zpěvák Petr Novák. Jeho pobyty ve vsi připomíná od roku 2008 pamětní deska na zdi domu.

## Galerie

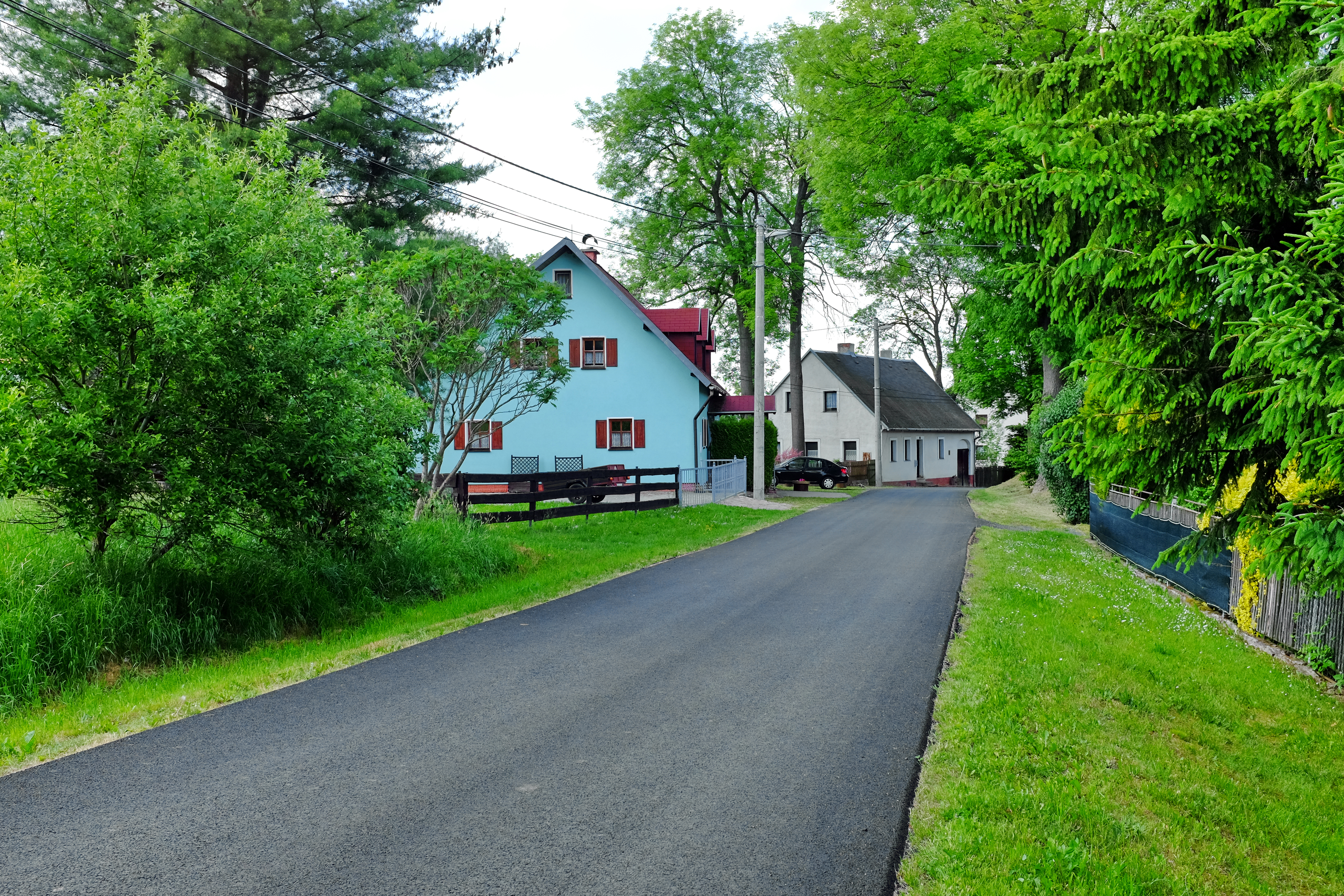
Chalupy
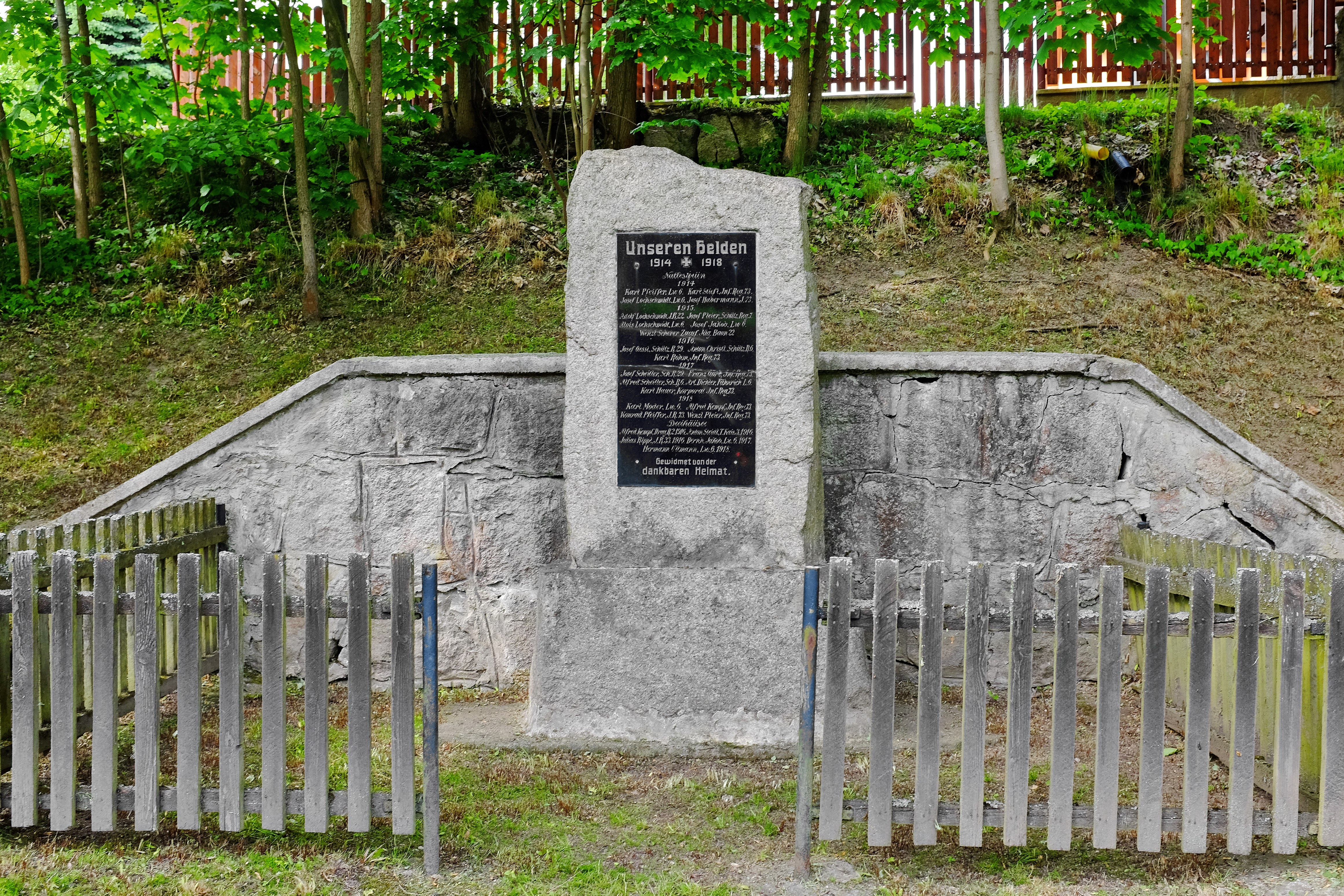
Pomník
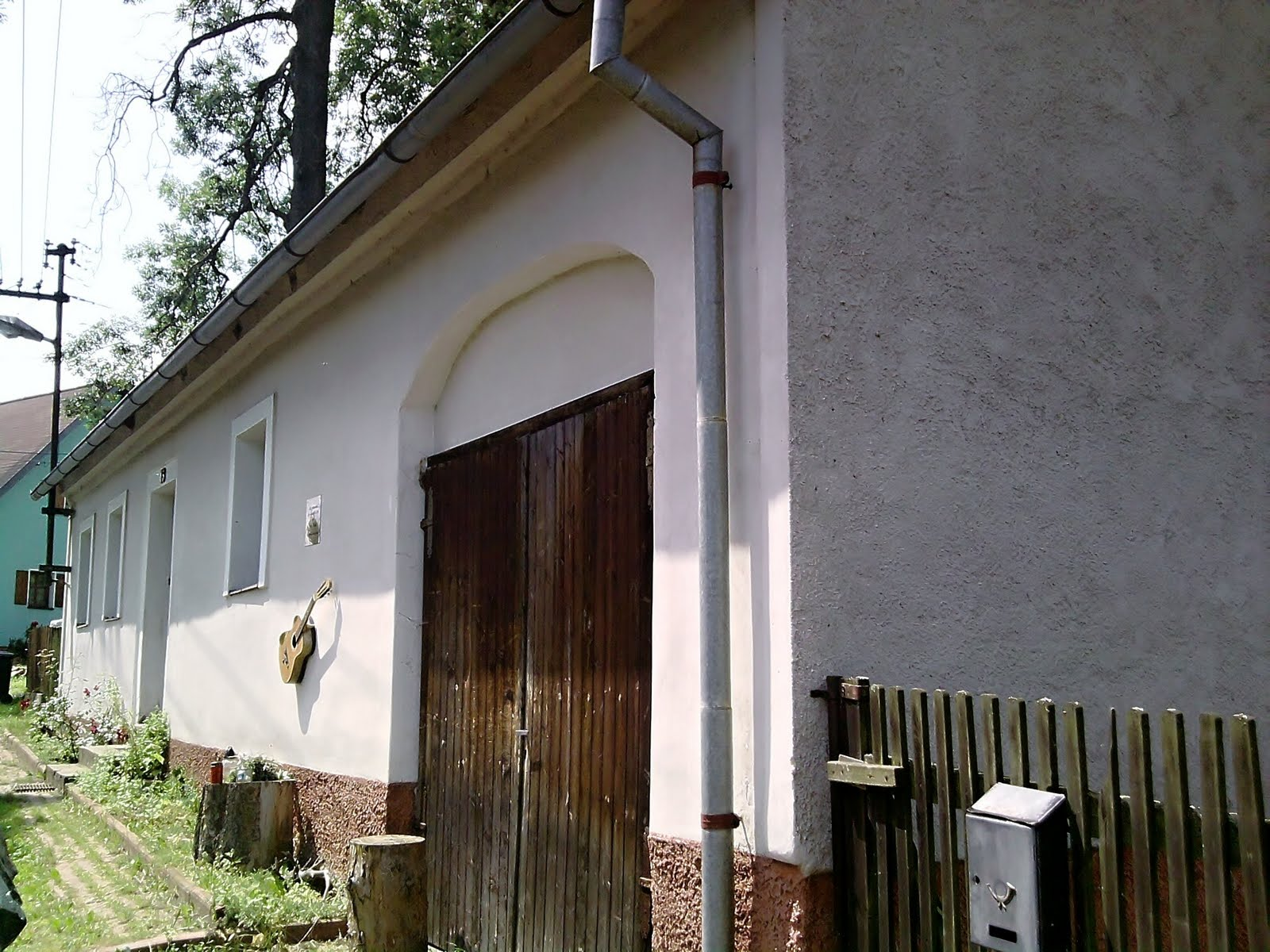
Chalupa Petra Nováka
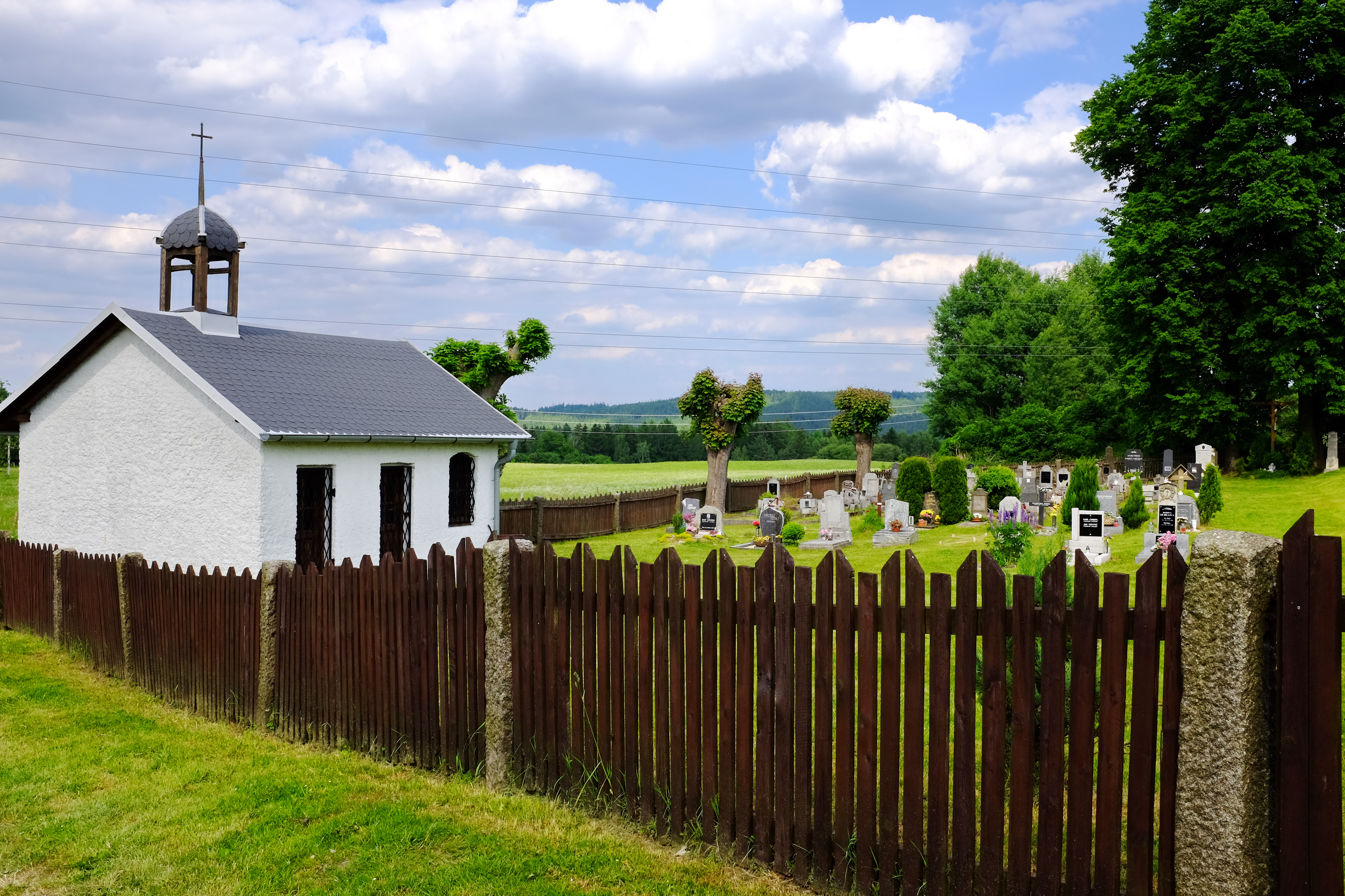
Hřbitov
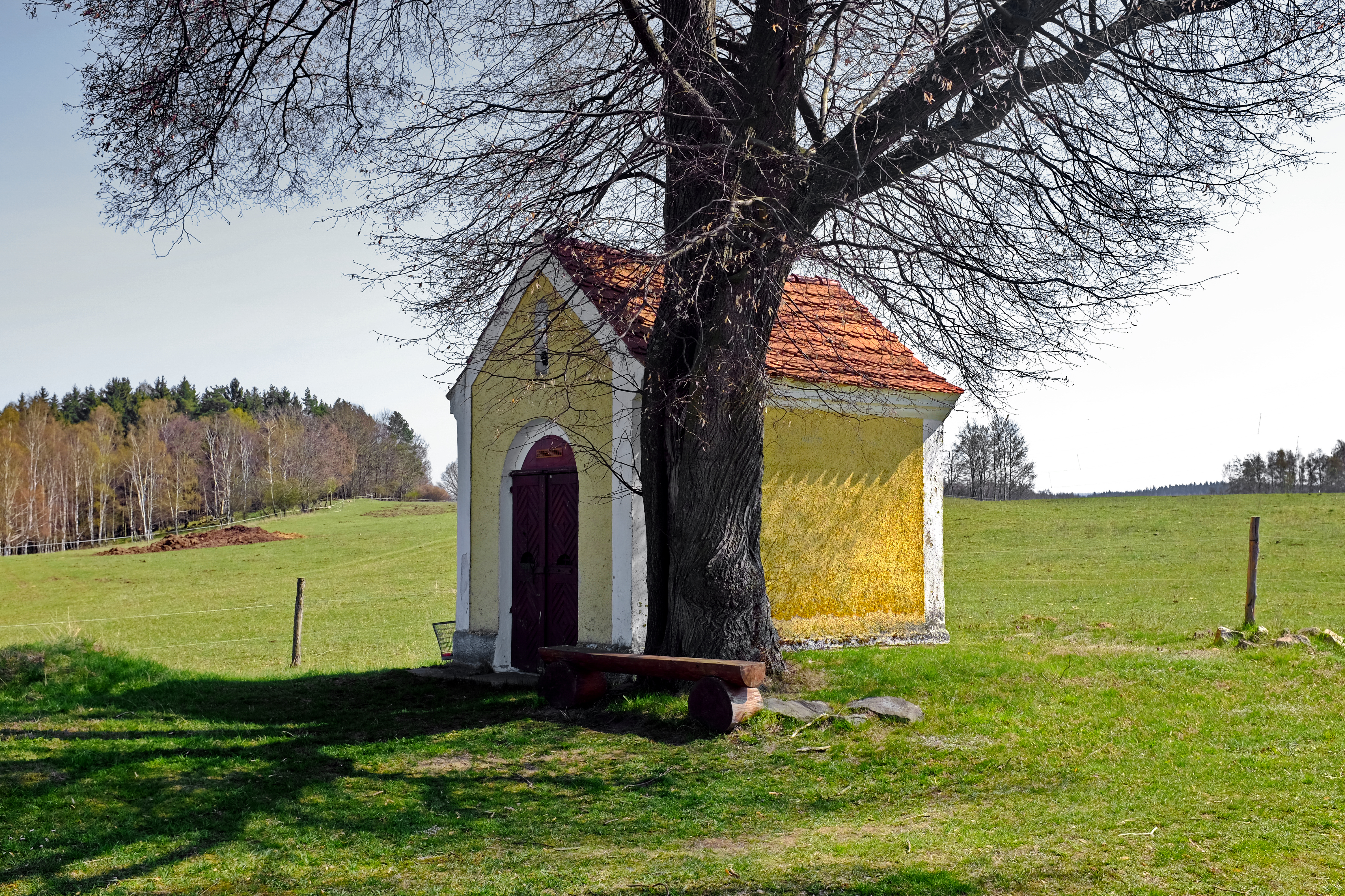
Kaple Panny Marie
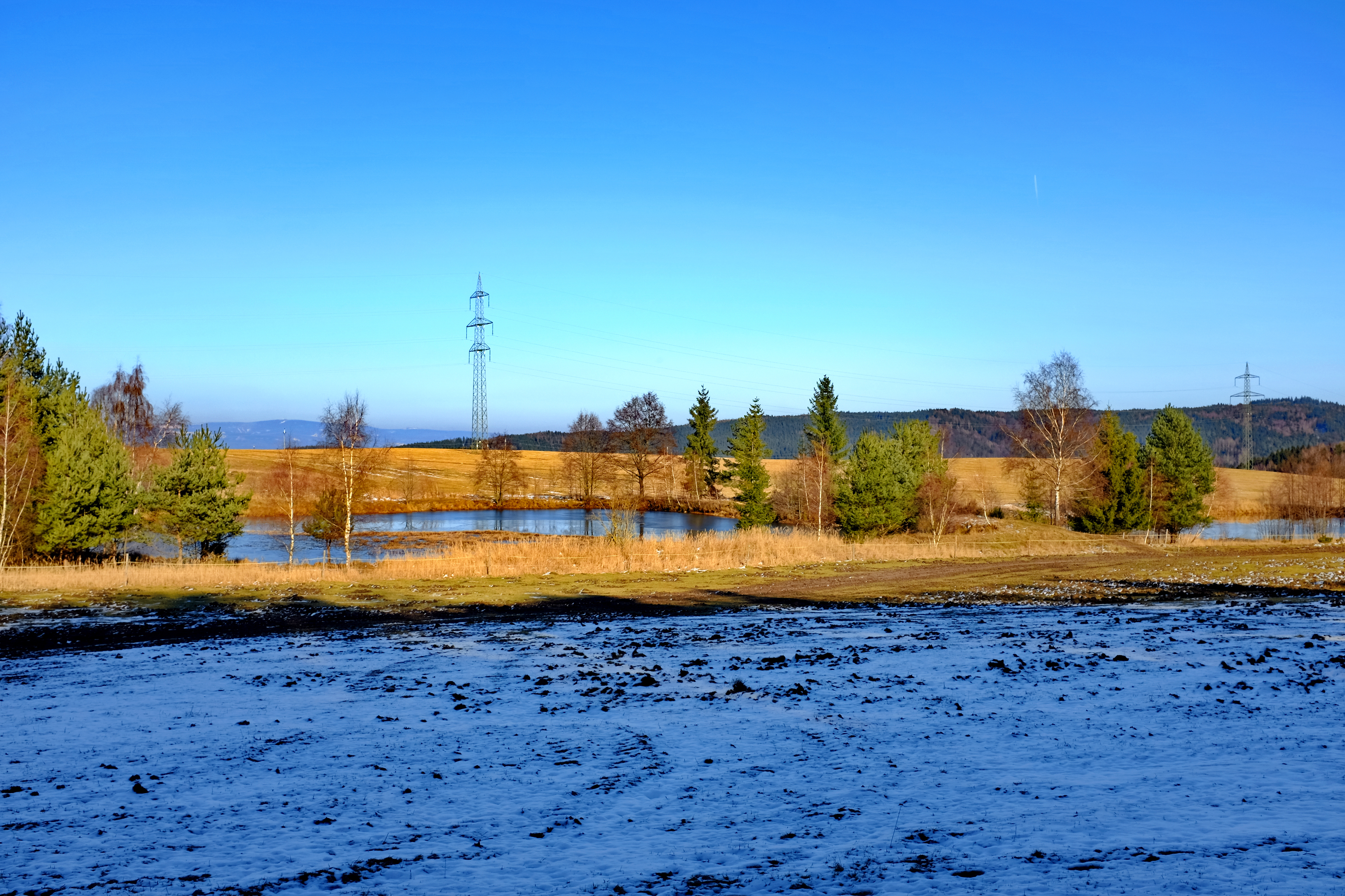
Rybníky u Nadlesí